# Lorentzova medaile

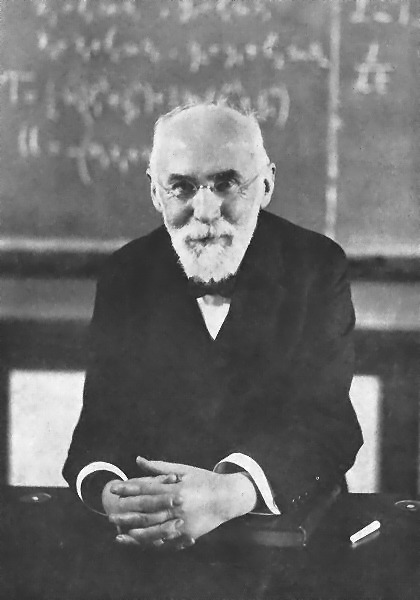
Henrik Antoon Lorentz

Lorentzova medaile je ocenění, které uděluje každé čtyři roky Holandská královská akademie umění a věd za příspěvky v oblasti teoretické fyziky (přestože v minulosti byli mezi jejími nositeli i experimentální fyzici).
Ocenění vzniklo roku 1925 při příležitosti 50. výročí doktorátu Henrika Antoona Lorentze. Mnozí nositelé tohoto ocenění později získali Nobelovu cenu.

## Nositelé
- 1927 – Max Planck
- 1931 – Wolfgang Pauli
- 1935 – Peter Debye
- 1939 – Arnold Sommerfeld
- 1947 – Hendrik Anthony Kramers
- 1953 – Fritz Wolfgang London
- 1958 – Lars Onsager
- 1962 – Rudolf Ernst Peierls
- 1966 – Freeman John Dyson
- 1970 – George Uhlenbeck
- 1974 – John Hasbrouck van Vleck
- 1978 – Nicolaas Bloembergen
- 1982 – Anatole Abragam
- 1986 – Gerardus 't Hooft
- 1990 – Pierre-Gilles de Gennes
- 1994 – Alexandr Poljakov
- 1998 – Carl Wieman a Eric Allin Cornell
- 2002 – Frank Wilczek
- 2006 – Leo Kadanoff
- 2010 – Edward Witten
- 2014 – Michael Berry
- 2018 – Juan Maldacena
- 2022 – Daan Frenkel